# Karl Casper
Karl Casper (* 22. Februar 1893; † 25. August 1970) war ein deutscher Generalleutnant im Zweiten Weltkrieg. Er wurde am 22. September 1941 als Oberst und Kommandeur des Infanterie-Regimentes 118 mit dem Ritterkreuz des Eisernen Kreuzes ausgezeichnet. Casper kommandierte während des Krieges zudem die 335. Infanterie-Division und die 48. Infanterie-Division.